# Quốc kỳ Ghana
Quốc kỳ Ghana (tiếng Anh: Flag of Ghana) hiện nay được chính thức thông qua sử dụng vào năm 1957 và sau đó được chọn lại làm quốc kỳ vào năm 1966. Quốc kỳ Ghana gồm ba dải màu đều nhau nằm ngang theo thứ tự từ trên xuống là đỏ, vàng và xanh lá cây. Ở giữa dải màu vàng có một ngôi sao năm cánh màu đen.
Tổng thống đầu tiên của Ghana kể từ khi nước này giành được độc lập, ông Kwame Nkrumah là người đầu tiên giới thiệu và phổ biến việc sử dụng những màu sắc đỏ, vàng, xanh lá cây và đen cho quốc kỳ các nước châu Phi. Những màu sắc này bắt nguồn từ những màu trên cờ của Ethiopia thế kỉ 19, đất nước châu Phi duy nhất chống lại thành công sự đô hộ của thực dân phương Tây. Nhiều lá cờ của các nước châu Phi khác cũng sử dụng những màu này để thể hiện tinh thần độc lập dân tộc và chống chủ nghĩa thực dân.
Quốc kỳ Ghana hiện này được bà Theodosia Okoh thiết kế và chính thức được sử dụng vào năm 1957, lúc Ghana vừa giành được độc lập từ Liên Hiệp Anh. Tuy nhiên trong khoảng thời gian 1964-1966, là cờ này đã được thay thế bằng một lá cờ tương tự nhưng với dải màu vàng chuyển thành màu trắng để rồi đến năm 1966 lại được khôi phục và sử dụng cho đến tận ngày nay.
Về ý nghĩa, ngôi sao màu đen trên lá cờ tượng trưng cho ngôi sao chỉ phương của người châu Phi trên con đường giành độc lập tự do. Màu đỏ trên lá cờ tượng trưng cho máu của những người đã ngã xuống vì nền độc lập, màu vàng tượng trưng cho sự giàu có về tài nguyên thiên nhiên và màu xanh tượng trưng cho sự giàu có, phì nhiêu của đất nước.

Gold Coast
Cộng hòa Liên bang châu Phi
Quốc kỳ Ghana (1964~1966)